# Ama-e
Ama-e (c. 2330 BC) est une femme d'affaires ayant vécu pendant l'empire d'Akkad. Elle est l'une des premières femmes d'affaires dont on connaisse un nombre significatif d'informations.

## Contexte historique
Elle vivait dans la ville d'Umma sous le règne de Sargon d'Akkad. Elle était mariée à Ur-Šara et ses transactions commerciales sont bien documentées dans les archives de la famille Ur-Sara. Bien qu'il ne semble pas rare que les femmes fassent des affaires, puisque cela était considéré comme faisant partie des tâches ménagères, aucune autre femme d'affaires et ses transactions de cette période ou d'avant n'est aussi bien documentée qu'Ama-e.

## Activités commerciales
Elle loue des terres à la couronne pour les cultiver, investit dans des bâtiments, fait le commerce de l'orge et de métal (or, argent, cuivre), et dispose d'un réseau d'agents commerciaux par l'intermédiaire desquels elle achète et vend de l'argent, du bois, de la laine, de la nourriture et des parfums :
Dans la société mésopotamienne primitive, les femmes semblent avoir agi de manière assez indépendante [et] pouvaient sûrement représenter quelqu'un d'autre [comme c'est le cas de] la femme d'affaires Ama-e, qui vivait dans l'Umma sargonique. Elle pratiquait le commerce des céréales, de la laine et des métaux.
Les archives commerciales familiales montrent qu'elle investissait une partie des bénéfices dans des projets immobiliers et de construction et qu'elle supervisait un vaste réseau commercial.